# Mekado
Mekado war ein deutsches Trio, das von Ralph Siegel für den Eurovision Song Contest 1994 in Dublin zusammengestellt wurde.

## Hintergrund
Das Trio bestand aus Melanie Bender, Kati Karney und Dorkas Kiefer. Der Gruppenname setzte sich aus den zwei Anfangsbuchstaben der Vornamen zusammen. Ihr Lied Wir geben ’ne Party belegte beim Wettbewerb Platz drei und erreichte 128 Punkte in Dublin, aber weder die Single noch das Album waren kommerziell erfolgreich. Die Single, auch mit der englischsprachigen Version We’re Givin’ a Party bestückt, belegte eine Woche Platz 100 der Deutschen Charts. Bald darauf trennte sich die Gruppe.

## Diskografie
Alben
- We’re Givin’ a Party (1994), Jupiter Records

 Singles
- We’re Givin’ a Party / Mr. Radio / Wir geben ’ne Party / We’re Givin’ a Party (Maxi Version) (1994), Jupiter Records
- Together in Blue Jeans / Change (1994), Jupiter Records
- Good Morning I Love You (1994), Jupiter-Records